# بريستون (فلم)
فيلم بريستون بالإنجليزية ((Brimstone (film): هي رواية غربية مثيرة للعام 2017، هو إنتاج عالمي وغالبيته من الهولنديين.كتبه وإخراجه مارتن كولهوفن، بطولة كل من داكوتا فانينج، جاي بيرس، كيت هارينغتون، وكاريس فان هوتن.تم اختياره للتنافس على جائزةالأسد الذهبي في مهرجان البندقية السينمائي الدولي ال 73 في 3 سبتمبر 2016.

## قصة الفيلم
قصة الفيلم تبنى على أربعة فصول فمنذ اللحظة التي يصعد فيها القس جاي بيرس المنبر، تعرف ليز أنها وعائلتها في خطر كبير.فحبكة الفيلم تروي لنا كيف يجب على ليز (داكوتا فانينج) أن تكافح من أجل الحفاظ على نفسها وأسرتها آمنة، حيث ان ليز (داكوتا فانينج) فتاة تتمتع بالجمال البري الخاطف وتفيض بالموّدة والحزم معًا، حيث يتم اصطيادها مِن قِبَل ذلك القس (جاي بيرس)، المتطرف الشيطاني وعدوّها اللدود.

## النهاية
النهاية كانت جميلة وغير متوقعة للمشاهدين حيث ياتي اليها مجموعة من الشرطة لالقاء القبض عليها بتهمتة قتل فرانك (صاحب الملهى) والذي قتل بواسطة اليزابيث، عندما كانت اليزابيث تبحث عن وسيط زواج لها، فكانت نهاية القصة مرتبطة باعتقادهم ان ليز (داكوتا فانينج) والتي انتحلت شخصية اليزابيث للذهاب لمقابلة الزوج، وقامت ليز (داكوتا فانينج) بقطع لسانها عند طبيب، لان الزوج الذي سوف يقابل اليزابيث هي بكماء، فقامت داكوتا فانينج بالانتحار من فوق قارب الشرطة والقاء بنفسها في البحيرة، تاركة ورائها ابنتها الصغيرة.

## الإنتاج
قام كل من جاي بيرس وميا واسيكوسكا بالإعلان الأول عن احداث الفيلم في 5 فبراير 2015.

## روابط خارجية
- بريستون على موقع IMDb (الإنجليزية)
- بريستون على موقع ميتاكريتيك (الإنجليزية)
- بريستون على موقع روتن توميتوز (الإنجليزية)
- بريستون على موقع قاعدة بيانات الأفلام العربية
- بريستون على موقع ألو سيني (الفرنسية)
- بريستون على موقع Turner Classic Movies (الإنجليزية)
- بريستون على موقع أول موفي (الإنجليزية)
- بريستون على موقع فيلمافينيتي (الإسبانية)
- بريستون على موقع قاعدة بيانات الأفلام السويدية (السويدية)
- بريستون على موقع قاعدة بيانات الفيلم (الإنجليزية)